# Raschig (Unternehmen)

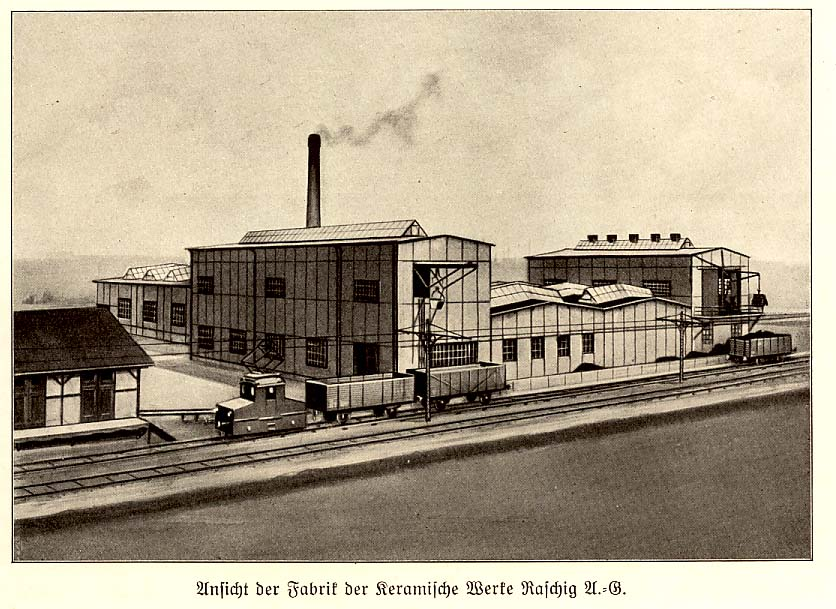
Raschig-Werk Steinefrenz in den 1920er Jahren

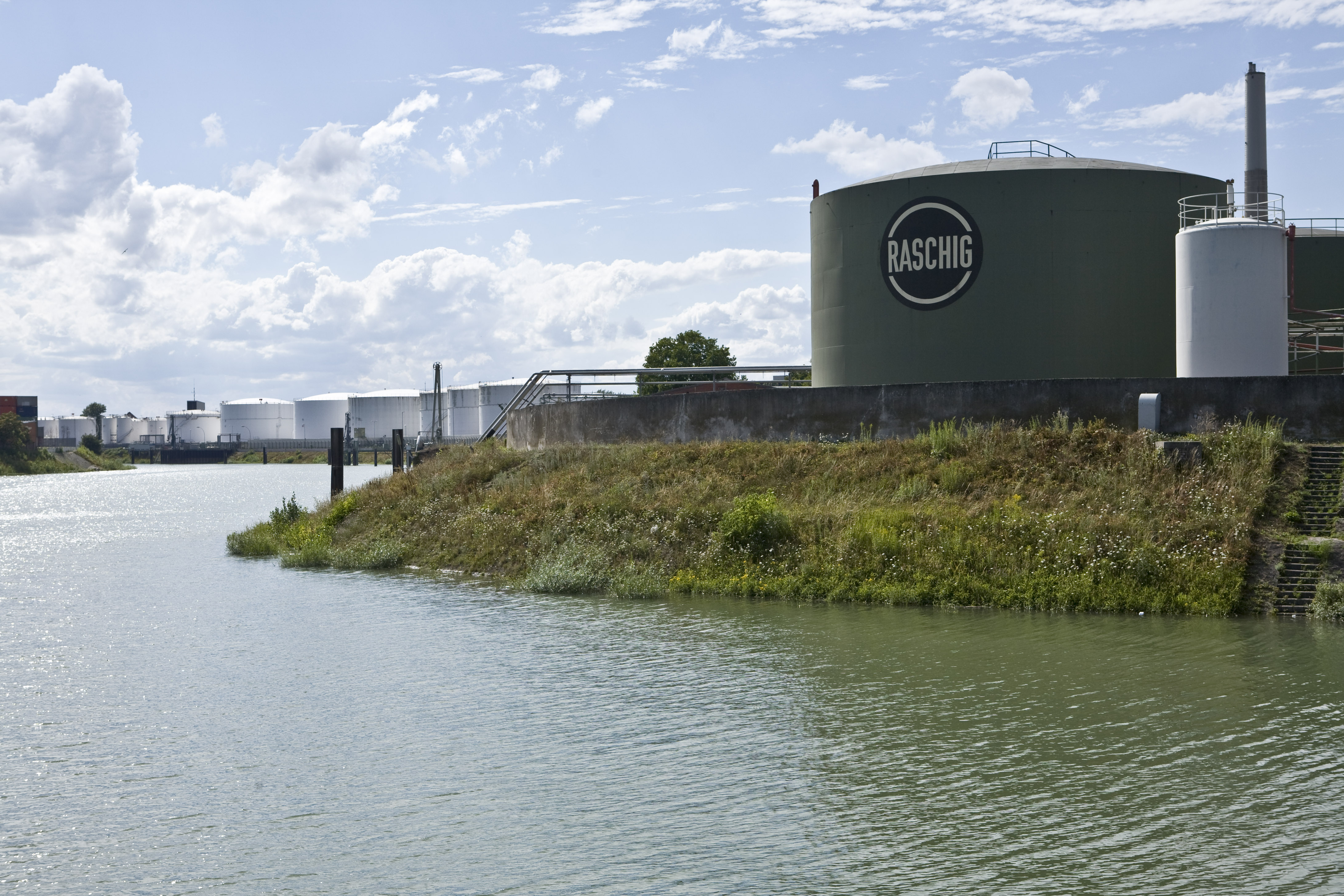
Blick auf das Betriebsgelände Ludwigshafen von der Parkinsel aus

Die Raschig GmbH betreibt eine Chemische Fabrik in Ludwigshafen am Rhein. Das Unternehmen gliedert sich in die Bereiche Chemie, Kunststoffe und Raschig-Ringe sowie die Straßenbauprodukte Belag (schwarz) und Markierung (weiß).

## Geschichte
Das Unternehmen wurde 1891 von dem Chemiker Friedrich Raschig gegründet. Heute beschäftigt es ca. 300 Mitarbeiter (Stand: 2020) an drei Standorten in Deutschland und einem in den Niederlanden. Früher gab es als weiteren deutschen Standort auch ein Zweigwerk in Bochum-Werne. Die sogenannten „Raschig-Ringe“ als Füllkörper in Destillationskolonnen gehen ebenfalls auf das Unternehmen zurück.
Seit 1996 ist die Raschig GmbH eine Tochtergesellschaft der PMC Europe und gehört zur PMC-Gruppe des US-amerikanischen Unternehmers Philip E. Kamins.

## Produkte
Schwerpunkt der Produktion ist die Herstellung von Fein- und Spezialchemikalien, hauptsächlich Stickstoffheterozyklen, sulfopropylierten Produkten, Epichlorhydrinderivaten, Carbodiimidverbindungen sowie aminische und phenolische Alterungsschutzmittel für die unterschiedlichsten Industriezweige. Daneben werden auch duroplastische Formmassen für die Elektro- und Automobilindustrie und Bitumenemulsion für die Straßensanierung produziert.
Die chemischen Umwandlungen in den Produktionsanlagen erfolgen im Wesentlichen in diskontinuierlicher Fahrweise, zum Teil unter erhöhten Temperaturen und Drücken und unter Anwendung von Katalysatoren.
Die Feinchemikalien sind Rohstoffe und Zwischenprodukte für die chemische, pharmazeutische und Farbstoffindustrie beispielsweise als Durchblutungsförderer und Lebensmittelfarbstoffe. Ferner stellt die Raschig GmbH Epichlorhydrinderivate her, die hauptsächlich in der Farben- und Reifenindustrie sowie der pharmazeutischen Industrie eingesetzt werden. Die hergestellten Carbodiimidverbindungen werden in der Kunststoffindustrie als Hydrolyse-Schutzmittel eingesetzt.